# Jasień (gromada w powiecie ustrzyckim)
Jasień – dawna gromada, czyli najmniejsza jednostka podziału terytorialnego Polskiej Rzeczypospolitej Ludowej w latach 1954–1972.
Gromady, z gromadzkimi radami narodowymi (GRN) jako organami władzy najniższego stopnia na wsi, funkcjonowały od reformy reorganizującej administrację wiejską przeprowadzonej jesienią 1954 do momentu ich zniesienia z dniem 1 stycznia 1973, tym samym wypierając organizację gminną w latach 1954–1972.
Gromadę Jasień z siedzibą GRN w Jasieniu (od 1994 w granicach Ustrzyk Dolnych) utworzono – jako jedną z 8759 gromad na obszarze Polski – w powiecie ustrzyckim w woj. rzeszowskim na mocy uchwały nr 35/54 WRN w Rzeszowie z dnia 5 października 1954. W skład jednostki weszły obszary dotychczasowych gromad Jasień, Jałowe, Bandrów Narodowy, Moczary, Hoszowczyk i Hoszów ze zniesionej gminy Jasień oraz przysiółek Zadwórze z dotychczasowej gromady Rabe ze zniesionej gminy Czarna w tymże powiecie. Dla gromady ustalono 9 członków gromadzkiej rady narodowej.
1 stycznia 1960 do gromady Jasień włączono obszar zniesionej gromady Brzegi Dolne w tymże powiecie.
W 1971 roku gromada Jasień liczyła 1399 mieszkańców, zamieszkujących miejscowości: Bandrów Kolonia (0), Bandrów Narodowy (297), Brzegi Dolne (268), Dźwiniacz Dolny (105), Hoszowczyk (60), Hoszów (159), Jałowe (100), Jasień (115), Łodyna (204), Moczary (54), Wola Romanowa (3) i Zadwórze (34).
1 listopada 1972, w związku ze zniesieniem powiatu ustrzyckiego, gromada weszła w skład nowo utworzonego powiatu bieszczadzkiego w tymże województwie.
Gromada przetrwała do końca 1972 roku, czyli do kolejnej reformy gminnej.